# هانتوش
هانتوش (به مجاری:  Hantos) یک شهرداری در مجارستان است که در ناحیه شاربوگارد واقع شده‌است. هانتوش ۳۶٫۹۶ کیلومتر مربع مساحت و ۹۸۷ نفر جمعیت دارد.